# Lever de drapeau sur le cairn des Trois Royaumes

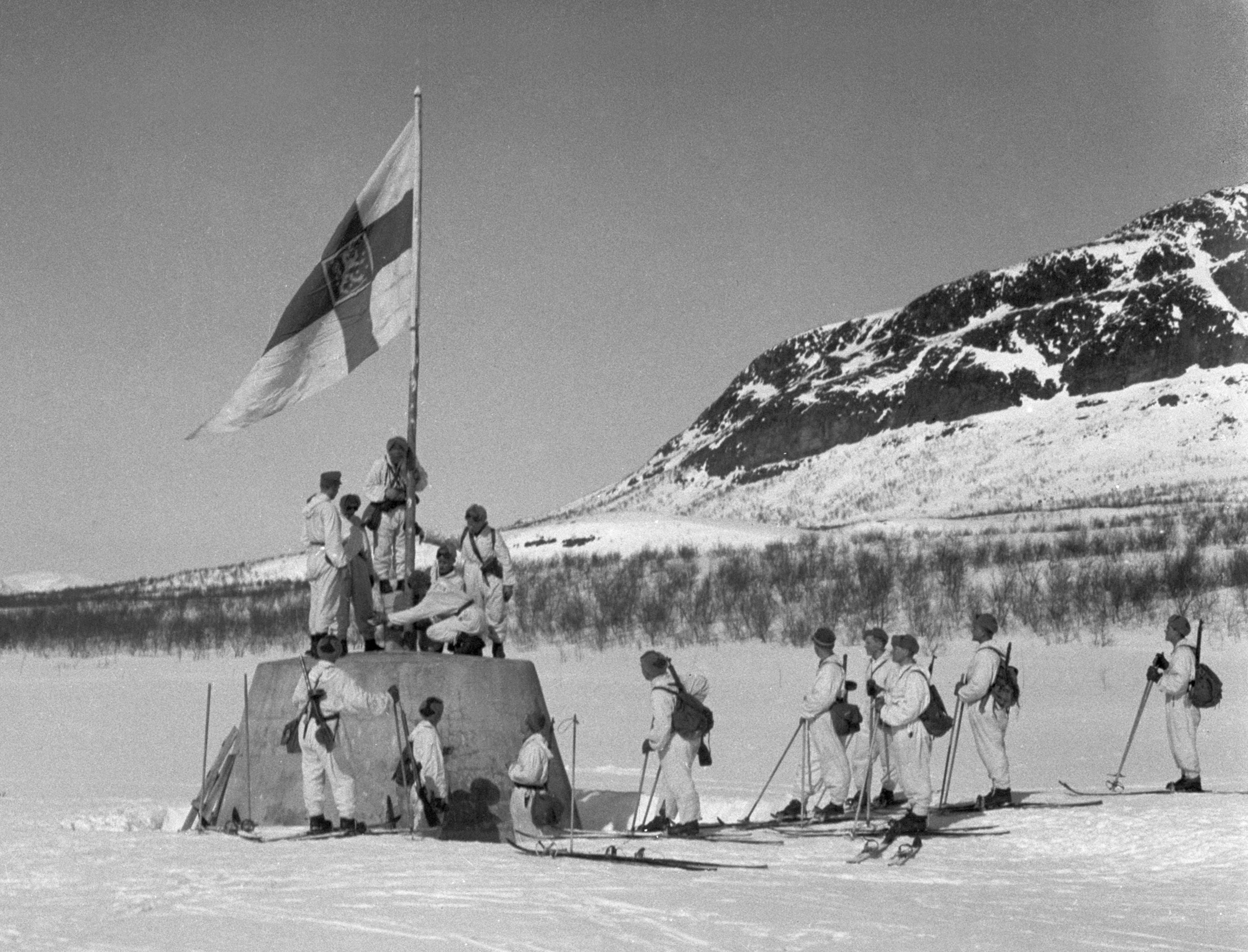
Des soldats finlandais hissent le drapeau de guerre sur le cairn des Trois Royaumes entre la Norvège, la Suède et la Finlande, le 27 avril 1945, date de la fin de la Seconde Guerre mondiale en Finlande.

Lever de drapeau sur le cairn des Trois Royaumes est une photographie historique prise le 27 avril 1945, dernier jour de la Seconde Guerre mondiale en Finlande. Elle représente une patrouille de l'armée finlandaise du groupement tactique Loimu, régiment d'infanterie 1 (en finnois : taisteluosasto Loimu, jalkaväkirykmentti 1), hissant le drapeau de guerre finlandais sur le cairn des Trois Royaumes entre la Norvège, la Suède et la Finlande. Ce cairn étant le point le plus à l'ouest du continent finlandais, il symbolise le départ des dernières troupes allemandes de Finlande. La photographie est prise par le commandant du premier régiment d'infanterie, le colonel Väinö Oinonen (ou V. J. Oinonen). Elle est devenue un symbole largement diffusé de la fin de la Seconde Guerre mondiale en Finlande.

## Contexte
| \| Localisation du tripoint (frontières modernes). \| Localisation du tripoint (frontières modernes). |
| Localisation du tripoint (frontières modernes).                                                       |

Au cours de la Seconde Guerre mondiale, la Finlande participe à la guerre d'hiver de 1939-1940 puis à la guerre de Continuation de 1941-1944 contre l'Union soviétique. Au cours de cette dernière, la Finlande collabore avec l'Allemagne nazie, qui a déployé en Laponie finlandaise la 20e armée de montagne, forte de 200 000 hommes et dirigée par le Generaloberst Lothar Rendulic. En septembre 1944, la Finlande accepte une paix séparée avec l'Union soviétique, qui exige que la Finlande désarme ou expulse tout soldat allemand de Finlande. La demande conduit à la guerre de Laponie ; la 20e armée de montagne commence à se retirer vers le nord en direction de la Norvège occupée, avec le IIIe corps (en) de l'armée finlandaise, dirigé par le général Hjalmar Siilasvuo, à sa poursuite. En novembre, la guerre prend effectivement fin lorsque la plupart des unités allemandes se retirent en Norvège et sur la ligne de Lyngen (en), bien que certaines forces allemandes retranchées restent en Finlande à Kilpisjärvi, dans le corridor menant au tripoint frontalier entre la Norvège, la Suède et la Finlande,,.

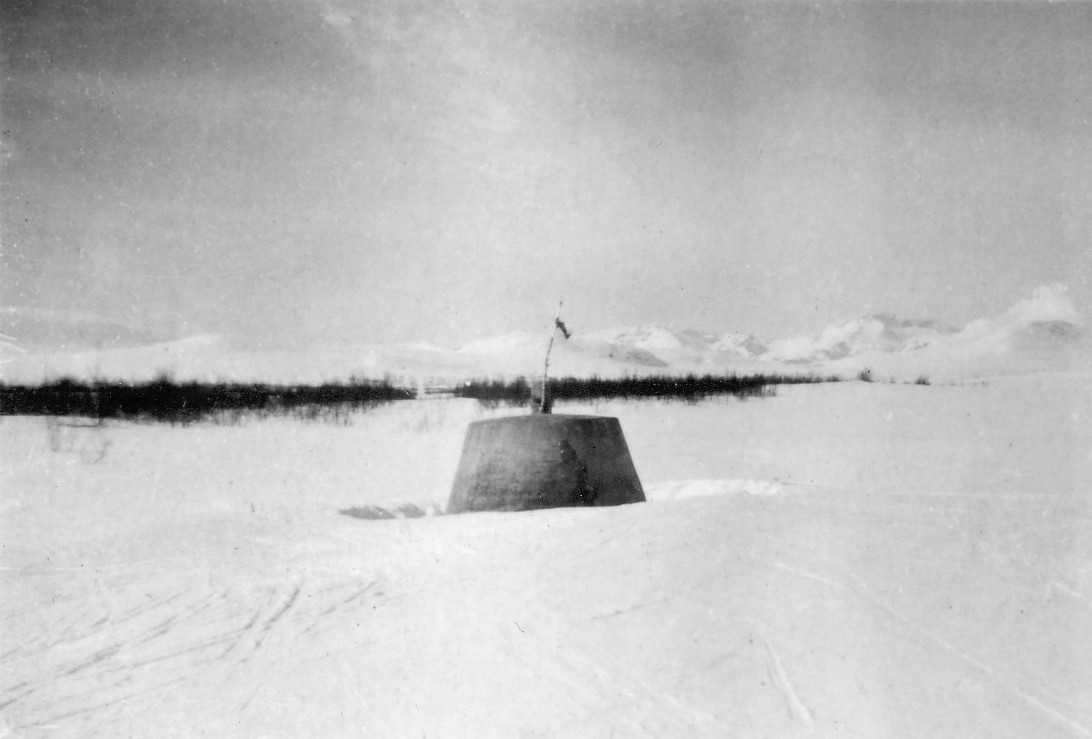
Le petit drapeau finlandais hissé pour la première fois sur le cairn le 26 avril 1945.

Le 25 avril 1945, après qu'il a été établi que les dernières formations allemandes en territoire finlandais se retiraient, une patrouille de combat de 60 hommes dirigée par le capitaine Valkonen est chargée de vérifier si la Laponie finlandaise est libérée des forces de la Wehrmacht. Le détachement est constitué à partir de la 1re compagnie du groupement tactique Loimu, du 1er régiment d'infanterie, et part en mission à 13h00 le même jour depuis le sud de Kilpisjärvi. La patrouille de ski progresse vers le nord-ouest en direction de la Norvège sur environ 8 km jusqu'à ce qu'elle se sépare en deux près des chutes de Saana. Le plus petit groupe s'approchera de la frontière norvégienne le long de la route tandis que le gros de la patrouille continuera avec le capitaine Valkonen vers le cairn des Trois Royaumes plus loin. Ils atteignent le cairn à 1h15 du matin le 26 avril, après avoir skié environ 10 km de plus. Le pionnier Antti Poikola attache un petit drapeau finlandais au cairn et la patrouille signale par radio qu'aucun Allemand n'a été aperçu sur le sol finlandais. Valkonen et son équipe tirent trois salves d'armes à feu sur le cairn avant de partir ; les coups de feu retentissent à travers les montagnes et font sursauter une unité de gardes-frontières suédois qui se trouve à proximité,. 
Le 26 avril vers midi, le major Martti Santavuori, commandant du bataillon, et une patrouille mixte finno-suédoise arrivent au tripoint. Une unité allemande de Gebirgsjäger s'approche d'eux depuis la Norvège et, sachant qu'ils n'engageront pas le combat avec les Suédois, le major Santavuori fait signe au chef allemand de les rejoindre à la frontière. Un Feldwebel autrichien s'approche bientôt à ski et ils discutent de la guerre, du passé et de l'avenir. Le major Santavuori et le Feldwebel se saluent, se serrent la main et se souhaitent « le meilleur avenir que le destin puisse leur offrir » avant de se séparer.

## Lever de drapeau
Le 27 avril, le commandant du 1er régiment d'infanterie, le colonel Väinö Oinonen, parvient au cairn pour inspecter la situation avec un détachement de soldats comprenant des spécialistes de la photographie, un drapeau plus grand et un meilleur mât. Le drapeau de guerre de la Finlande est cérémonieusement hissé sur le cairn et le colonel Oinonen prend la photo avec, en arrière-plan, le Golddabákti, une falaise norvégienne de 894 m de haut,.
Au milieu des festivités, un cri de « Wer da » (en français : Qui est là ?) surprend les soldats finlandais. Bien que la zone ait été inspectée, une unité allemande est en position du côté norvégien de la frontière. Les soldats hissant le drapeau s'abritent derrière le cairn. La bataille est évitée grâce à l'intervention d'un officier de l'armée suédoise qui sert d'intermédiaire. Le colonel Oinonen dénoue rapidement la situation avec deux Oberleutnants, qui partagent avec lui des cigarettes allemandes Juno (en). Le 28 avril, le général Siilasvuo envoie un télégramme au commandant en chef finlandais Carl Gustaf Emil Mannerheim, l'informant que la Wehrmacht a été expulsée du nord de la Finlande.

## Conséquences
La photo est largement diffusée en Finlande et devien un exemple de photographie de guerre dans l'histoire finlandaise de la Seconde Guerre mondiale. Elle est comparée à des images similaires, telles que la photo américaine Lever de drapeau à Iwo Jima et la photo soviétique Le Drapeau rouge sur le Reichstag. Il s'agit dans les trois cas de photographies « mises en scène » ; dans chaque cas, la photo est une recréation d'un lever de drapeau original antérieur sur le site. La mémoire populaire finlandaise du conflit s'est également appuyée sur des illustrations, comme la couverture du Soldat inconnu, un roman de guerre de 1954 sur la guerre de Continuation,,,,.